# Медаль «8 марта» (Сирия)
Памятная медаль «8 марта» — государственная награда Сирийской Арабской Республики.

## История
Медаль «8 марта» была учреждена на основании законодательного декрета от 9 апреля 1963 года за № 15 в память о государственном перевороте 8 марта 1963 года, совершённого партией Баас (Партия арабского социалистического возрождения). Медаль вручалась всем военнослужащим сирийских вооружённых сил, которые принимали участие в перевороте.
Законодательным декретом от 28 апреля 1965 года за № 789 в положение о медали были внесены изменения, которые позволили вручать медаль военнослужащим, призванным на службу в период с 1963 по 1965 годы.
Нередко неофициально медаль называют «Медалью подпольщиков».

## Описание
Медаль представляет собой шестнадцатиконечную коротколучевую звезду, лучики которой чередуясь имеют вид шарика на возвышении и раздвоенного луча. В центре в круглом медальоне с тройной каймой рельефное изображение руки сжимающей факел на фоне контурной карты арабского мира. Кайма покрыта эмалью красного, белого и чёрного цветов (панарабские цвета). На белой кайме по окружности надписи на арабском языке «Единство», «Свобода», «Социализм», «8 марта 1963». При помощи кольца медаль крепится к ленте.
Лента бордового цвета с тремя белыми полосками 4,5 мм толщины, обременённых по центру зелёной полоской 1,5 мм толщины.